# Bańdzioch Kominiarski
Die Höhle Bańdzioch Kominiarski ist eine Höhle im Tal Dolina Kościeliska am Berg Kominiarski Wierch (Żeleźniakowy Wierch / Raptawicki Wierch) im Massiv der Westtatra (Tatra-Nationalpark) in Polen. Sie ist die fünftlängste sowie eine der größten und tiefsten Höhlen in Polen und der Tatra. Man darf sie nur mit der Genehmigung der Nationalparkverwaltung betreten. Sie ist nur teilweise erforscht.
Die Höhle liegt bei Zakopane und Kościelisko, ist 10.010 Meter lang und hat mehrere Eingänge auf Höhe von zwischen 1456 m n.p.m. und 1683 m n.p.m.